# Marko Kolarić
Marko Kolarić (serbisch-kyrillisch Марко Коларић; * 14. August 1984 in Novi Sad) ist ein serbisch-ungarischer Basketballspieler.

## Laufbahn
Kolarić spielte im Nachwuchs von KK Vršac, ein Jahr bei KK Mogren Buvda und zwischen 2004 und 2008 an der Chaminade University of Honolulu im US-Bundesstaat Hawaii. Er stand er in der ewigen Bestenliste der Hochschulmannschaft in den Wertungen Rebounds und Blocks unter den ersten Fünf, als er Chaminade 2008 verließ.
Seine Laufbahn als Berufsbasketballspieler begann Kolarić in der zweiten türkischen Liga bei Çanakkale Belediyespor Kulübü. In der ersten türkischen Liga stand er in der Folgespielzeit bei Tofaş Bursa unter Vertrag und kam in 29 Einsätzen auf durchschnittlich 6,1 Punkte sowie 3,7 Rebounds je Begegnung. Kolarić setzte seine Laufbahn hernach in der zweiten Liga des Landes fort. Mit Genç Banvitliler gewann er 2011 den Meistertitel in der TB2L und wurde vom Fachmedium Eurobasket.com als bester Innenspieler der Liga in der Saison 2010/11 ausgezeichnet. Auch mit Istanbul Büyükşehir Belediyespor trat er in der zweiten Liga der Türkei an.
Im Sommer 2013 nahm Kolarić ein Angebot des österreichischen Erstligisten BC Vienna an. Im August 2014 erhielt Kolarić die ungarische Staatsbürgerschaft. Er hat ungarische Vorfahren. Er spielte für BC Körmend, im Dezember 2014 wechselte er innerhalb Ungarns erster Liga zu Marso NYKK.
Kolarić ging wieder nach Österreich, spielte zwei Jahre für den Zweitligisten Raiders Villach. Eurobasket.com zeichnete ihn in der Liga als besten Innenspieler der Saison 2015/16 aus. 2017 gewann er mit Villach den Meistertitel in der 2. Bundesliga. Kolarić trug zu dem Erfolg in 28 Einsätzen im Mittel 17,7 Punkte sowie 11 Rebounds bei.
Im Spieljahr 2017/18 wiederholte er mit den Vienna D.C. Timberwolves den Zweitligameistertitel, Kolarić erhielt von Eurobasket.com 2017/18 in der 2. Bundesliga die Benennungen Spieler des Jahres und Innenspieler des Jahres. In der Saison 2018/19 war er mit den Wienern in der höchsten österreichischen Spielklasse vertreten.
2019/20 spielte Kolarić für den Erstligisten SKN St. Pölten, anschließend kehrte er mit seinem Wechsel zum in Eisenstadt ansässigen Burgenländischen Basketballclub Nord (BBC Nord) in die 2. Bundesliga zurück. Von Eurobasket.com wurde er in der Saison 2021/22 als bester Innenspieler der Liga geehrt.
2022 wechselte er innerhalb der Liga zur Sportunion Deutsch Wagram. Bei dem Verein war er zunächst Spieler, 2023/24 wurde er von Eurobasket.com abermals als bester Innenspieler der Liga ausgezeichnet. Im Sommer 2024 übernahm er das Amt des Spielertrainers in Deutsch-Wagram.